# John Morton (baloncestista)
John Lee Morton Jr.  (Bronx, Nueva York, 18 de mayo de 1967) es un exjugador y entrenador de baloncesto estadounidense que jugó durante 3 temporadas en la NBA, y que el resto de su carrera profesional transcurrió casi siempre en la Liga ACB. Con 1,90 metros de altura, lo hacía en la posición de base. Desde 2018 ejerce como entrenador asistente de los Saint Peter's Peacocks de la División I de la NCAA.

## Trayectoria deportiva

### Universidad
Tras haber sido incluido en el mejor quinteto del área de Nueva York en su último año de high school, promediando 37 puntos por partido, jugó durante cuatro temporadas con los Pirates de la Universidad Seton Hall, en las que promedió 12,4 puntos y 3,5 asistencias por partido. Llevó a su equipo a su primera aparición en un Torneo de la NCAA en 1988.

### Profesional
Fue elegido en la vigésimo quinta posición del Draft de la NBA de 1989 por Cleveland Cavaliers, donde jugó dos temporadas como tercer base, tras Steve Kerr y Mark Price. Su segunda temporada fue la mejor de su carrera en la NBA, promediando 5,4 puntos y 3,7 asistencias por partido. Nada más comenzar la temporada 1991-92 los Cavs se deshicieron de él, firmando como agente libre por Miami Heat. donde únicamente llegó a jugar 21 partidos.
Tras un breve paso por la CBA, decidió probar suerte en el continente europeo, fichando por el Joventut de Badalona de la Liga ACB. Ahí comenzó una larga carrera en España, que le llevó a jugar además en el Somontano Huesca, el CB Gran Canaria, el Covirán Granada y de nuevo temporalmente al Gran Canaria para sustituir al lesionado Rex Walters. Acabó su trayectoria profesional jugando en 2002 en el Virtus Ragusa de la liga italiana.

## Estadísticas de su carrera en la NBA

### Temporada regular
| Temporada | Edad | Equipo              | Liga | P   | TIT | MIN  | TC  | TCA | %TC  | 3P  | 3PA | %3P  | TL  | TLA | %TL  | R.OF. | R.DEF. | REB | ASIS | ROB | TAP | PER | FP  | PTS |
| 1989-90   | 22   | Cleveland Cavaliers | NBA  | 37  | 3   | 10.9 | 1.3 | 4.4 | .298 | 0.2 | 0.8 | .233 | 1.2 | 1.7 | .694 | 0.2   | 0.7    | 0.9 | 1.8  | 0.5 | 0.1 | 1.4 | 0.8 | 3.9 |
| 1990-91   | 23   | Cleveland Cavaliers | NBA  | 66  | 2   | 18.3 | 1.8 | 4.2 | .438 | 0.1 | 0.2 | .333 | 1.7 | 2.1 | .813 | 0.6   | 0.9    | 1.6 | 3.7  | 0.9 | 0.3 | 1.6 | 1.7 | 5.4 |
| 1991-92   | 24   | TOTAL               | NBA  | 25  | 0   | 10.8 | 1.4 | 3.7 | .387 | 0.1 | 0.6 | .125 | 1.3 | 1.5 | .842 | 0.2   | 0.8    | 1.0 | 1.3  | 0.5 | 0.0 | 1.1 | 0.9 | 4.2 |
| 1991-92   | 24   | Cleveland Cavaliers | NBA  | 4   | 0   | 13.5 | 0.8 | 3.0 | .250 | 0.0 | 0.3 | .000 | 2.0 | 2.3 | .889 | 0.8   | 1.0    | 1.8 | 1.3  | 0.3 | 0.0 | 1.0 | 0.8 | 3.5 |
| 1991-92   | 24   | Miami Heat          | NBA  | 21  | 0   | 10.3 | 1.6 | 3.9 | .407 | 0.1 | 0.7 | .133 | 1.1 | 1.4 | .828 | 0.1   | 0.8    | 0.9 | 1.3  | 0.6 | 0.0 | 1.1 | 1.0 | 4.4 |
| Total     |      |                     | NBA  | 128 | 5   | 14.7 | 1.6 | 4.1 | .386 | 0.1 | 0.5 | .224 | 1.5 | 1.9 | .787 | 0.4   | 0.8    | 1.3 | 2.7  | 0.7 | 0.2 | 1.5 | 1.3 | 4.8 |

### Playoffs
| Temporada | Edad | Equipo              | Liga | P | MIN | TCA | TC | 3PA | 3P | TLA | TL | R.OF. | REB | ASIS | ROB | TAP | PER | FP | PTS | %TC  | %3P | %FT   | MIN | PTS | REB | AST |
| 1989-90   | 22   | Cleveland Cavaliers | NBA  | 2 | 9   | 2   | 5  | 0   | 0  | 2   | 2  | 0     | 0   | 0    | 0   | 0   | 1   | 1  | 6   | .400 |     | 1.000 | 4.5 | 3.0 | 0.0 | 0.0 |
| 1991-92   | 24   | Miami Heat          | NBA  | 1 | 2   | 0   | 0  | 0   | 0  | 2   | 2  | 0     | 0   | 0    | 0   | 0   | 1   | 0  | 2   |      |     | 1.000 | 2.0 | 2.0 | 0.0 | 0.0 |
| Total     |      |                     | NBA  | 3 | 11  | 2   | 5  | 0   | 0  | 4   | 4  | 0     | 0   | 0    | 0   | 0   | 2   | 1  | 8   | .400 |     | 1.000 | 3.7 | 2.7 | 0.0 | 0.0 |